# Сидоренко Іван Дмитрович
Іван Дмитрович Сидоренко (5 лютого 1931, с. Піски, Бобровицького району Чернігівської області) — український кардіолог, викладач, краєзнавець.

## Освіта
Навчався у Пісківській та Новобасанській СШ № 1.
Закінчив лікувальний факультет Київського медичного інституту імені О. О. Богомольця (тепер — Національний медичний університет).
Навчався в та аспірантурі. Кандидат медичних наук.

## Кар'єра
Завідував сільською дільничною лікарнею на Остерщині, де поєднував адміністративну роботу з лікарською практикою.
Працював практикуючим лікарем, в подальшому — на науково-педагогічній роботі в Національному медичному університеті ім. О. О. Богомольця, викладач клінічних дисциплін.

## Творчість
Творчий доробок становить більше 100 наукових праць з актуальних проблем медицини, переважно кардіології. Учасник багатьох міжнародних, загальнодержавних, регіональних наукових конгресів, симпозіумів, конференцій та з'їздів.
Досліджує історію рідного краю , публікує літературознавчі розвідки. Друкується в періодичній пресі, колективних збірниках, альманахах, журналах.
Автор монографічного історичного дослідження з використанням архівних, а також архівних фотодокументів, присвяченого партизанському руху на Чернігівщині, а також драматичній подальшій долі учасників партизанських загонів, що боролися з фашизмом: Сидоренко І. Д. Розрубаймо цей вузол: Документальна повість / 100-річчю з дня народження Олександра Єлисейовича Кравця присвячую. — К.:Вид-во «Щек», 2019.
Автор краєзнавчо-історичних досліджень у двох книгах, - "Невсихаюча криниця", В-во "Щек", Київ-2022

## Громадська робота
Учасник установчо-організаційних зборів земляків — вихідців з Чернігівської області, на яких було створено Чернігівське земляцтво у м. Києві.
Член наукового кардіологічного і терапевтичного товариства.

## Джерело
- Не бував ти у наших краях!: історико-краєзнавча книга / упорядник-редактор Дмитро Головко. — Київ: Видавництво «Рада», 2010. / «Сидоренко Іван Дмитрович», сторінка 39.
- № 2 (110), 2011 газети «Отчий поріг», стор. 2[недоступне посилання з липня 2019]
- Невсихаюча криниця: краєзнавчо-історичні дослідження у двох книгах - Київ: Видавництво "Щек", 2022. / «Сидоренко Іван Дмитрович»